# Шейх-заде, Абдуреим
Абдуреи́м Илья́с Шейх-заде́ (псевдоним — Алтанлы́; крымскотат. Abdureim İlyas Şeyh-zade, Altañlı, Абдуреим Ильяс Шейх-заде, Алтанълы, 1898, Карасубазар, Таврическая губерния — 12 сентября 1976, Самарканд) — советский крымскотатарский поэт и педагог. Член Союза писателей СССР (1934) и ВКП(б).

## Биография
Родился в 1898 году в Карасубазаре (сейчас — Белогорск) Таврической губернии в духовной семье.
Начал печататься в 1922 году. Большая советская энциклопедия следующим образом описывает творчество Шейх-заде: «В первых произведениях (поэма „Трактор“ и др.) преобладает рассудочность, неудачное словотворчество и упрощенная трактовка тем. В дальнейшем творчестве поэт освобождается от этих недостатков. В последней поэме „В годы побед“ ярко отражена ломка старого быта и рост нового человека на фоне героической борьбы за победу социализма». За свою повесть в стихах «Трактор» (1928) получил премию на Всесоюзном литературном конкурсе.
Учился в Ленинградском восточном институте (1926—1931). Окончил педагогический факультет Московского государственного университета.
После окончания вуза вернулся в Крым, где работал в областной партийной школе, преподавателем крымскотатарской литературы в Крымском государственном педагогическом институте имени М. В. Фрунзе, ответственным секретарём Ассоциации пролетарских писателей, директором Крымскотатарского музыкально-драматического театра и ответственным секретарём журнала «Литература и культура» («Эдебият ве культура»). С 1934 года — член Союза писателей СССР.
С началом Великой Отечественной войны находился в эвакуации в Самарканде Узбекской ССР. В это время, по словам Ш. Алядина, «написал поэму о героях Севастопольской обороны, поэму «Мать», показывающую преданность татарской женщины советской родине, и ряд стихотворений о самоотверженной борьбе советского народа». С 1944 по 1949 год — работал школьным учителем.
С 1950 по 1960 год — преподавал на кафедре русской и зарубежной литературы Самарканского университета, а с 1960 года — старший научный сотрудник и директор университетской библиотеки.
Скончался 12 сентября 1976 года в Самарканде.

## Произведения
- Атешли сатырлар (Огненные строки). 1930
- Енъиш йыллары (В годы побед). 1932
- Бу эпоха (Эта эпоха). 1935
- Сенинъ ичюн партиям! (Тебе, моя партия!). 1962
- Излерим (Мои следы). 1970
- Къанатлы къуванчым (Моя крылатая радость). 1972
- Вечный огонь. 1976